# История Уэльса
История Уэльса начинается с прибытия первых людей в данный регион несколько тысяч лет назад. Примерно 230 000 лет назад на территории Уэльса уже обитали неандертальцы. 29 000 лет назад на территории страны начали появляться Homo sapiens. Однако постоянное пребывание современного человека в Уэльсе началось после ледникового периода примерно 9000 лет до н. э. В течение железного века в этом регионе, как и во всей Британии к югу от Ферт-оф-Форта, преобладали кельтские бритты и бриттский язык.
Древние римляне, начав завоевание Британии в 43 году н. э., воевали на территории современного северо-восточного Уэльса в 48 году н. э. против декеанглиев, и обрели полный контроль над регионом, нанеся поражение ордовикам в 79 году н. э. Римляне покинули Британию в V веке н. э., создав предпосылку для англосаксонского завоевания. После этого бриттский язык и культура начали разделяться, и образовалось несколько отдельных групп. Валлийцы были наибольшей из групп и в основном рассматриваются независимо от других продолживших существовать бритоноязычных народов после XI века.
В послеримский период на территории Уэльса возник ряд королевств. И хотя самый могущественный правитель признавался королём бриттов (позже — Принцем Уэльским), а некоторые правители расширяли свой контроль над другими землями Уэльса и западной Англии, никто не мог объединить Уэльс на длительное время. Междоусобные войны и давление со стороны англосаксонских, а затем и норманнских завоевателей ослабляло Уэльс, и валлийские королевства постепенно попадали под влияние Англии. 
Хотя ещё в 1081 году Уэльс признал свою вассальную зависимость от Вильгельма I Завоевателя, лишь в 1282 году, после смерти последнего независимого правителя Лливелина ап Грифида, страна окончательно была покорена английским королём Эдуардом I. После этого титул Принца Уэльского стал присваиваться наследному принцу английского королевского дома. Валлийцы поднимали ряд восстаний и мятежей против английского владычества, самым крупным из которых было восстание Оуайна Глиндура в начале XV века. В XVI веке Генрих VIII своими законами способствовал полной интеграции Уэльса в систему управления королевством. В 1707 году Уэльс под управлением Англии вошёл в состав Королевства Великобритания, а позже, в 1801 году — в состав Соединённого королевства. Несмотря на давление со стороны англичан, валлийцы сумели сохранить свой язык и культуру. Валлийский перевод Библии, сделанный Уильямом Морганом, значительно укрепил позиции валлийского как литературного языка.
В XVIII веке началось так называемое методистское возрождение церкви, что привело к обособлению религиозной жизни Уэльса. В этом же веке началась индустриальная революция. В XIX веке в результате стремительного роста угольной промышленности и железной металлургии наблюдался подъём экономики и как следствие — значительный рост численности населения южного Уэльса. К XX веку эти индустрии пришли в упадок, в то время как национальное самосознание и национальное чувство среди валлийцев росло. Лейбористская партия сменила либеральную в 1940-х, а националистическая партия Уэльса начала приобретать силу в 1960-х.

## Уэльс до прихода римлян
Самые ранние человеческие останки, найденные в современном Уэльсе, это челюстная кость неандертальца, которую обнаружили в палеолитическом раскопе Бонтневидда (Понтневидда) в долине реки Элви в Северном Уэльсе; её владелец жил примерно 230 000 лет назад в период раннего палеолита. Красная дама из Пэйвиленда, человеческий скелет, выкрашенный в красную охру, была обнаружена в 1823 году в одной из известняковых пещер Пэйвиленда на полуострове Гауэр, в Суонси. Вопреки названию, скелет принадлежит молодому мужчине, который жил около 33 000 лет назад в конце позднего палеолита. Это считается самым старым обрядовым захоронением в Западной Европе. Скелет был найден вместе с украшениями из слоновой кости и ракушек, а также черепом мамонта.

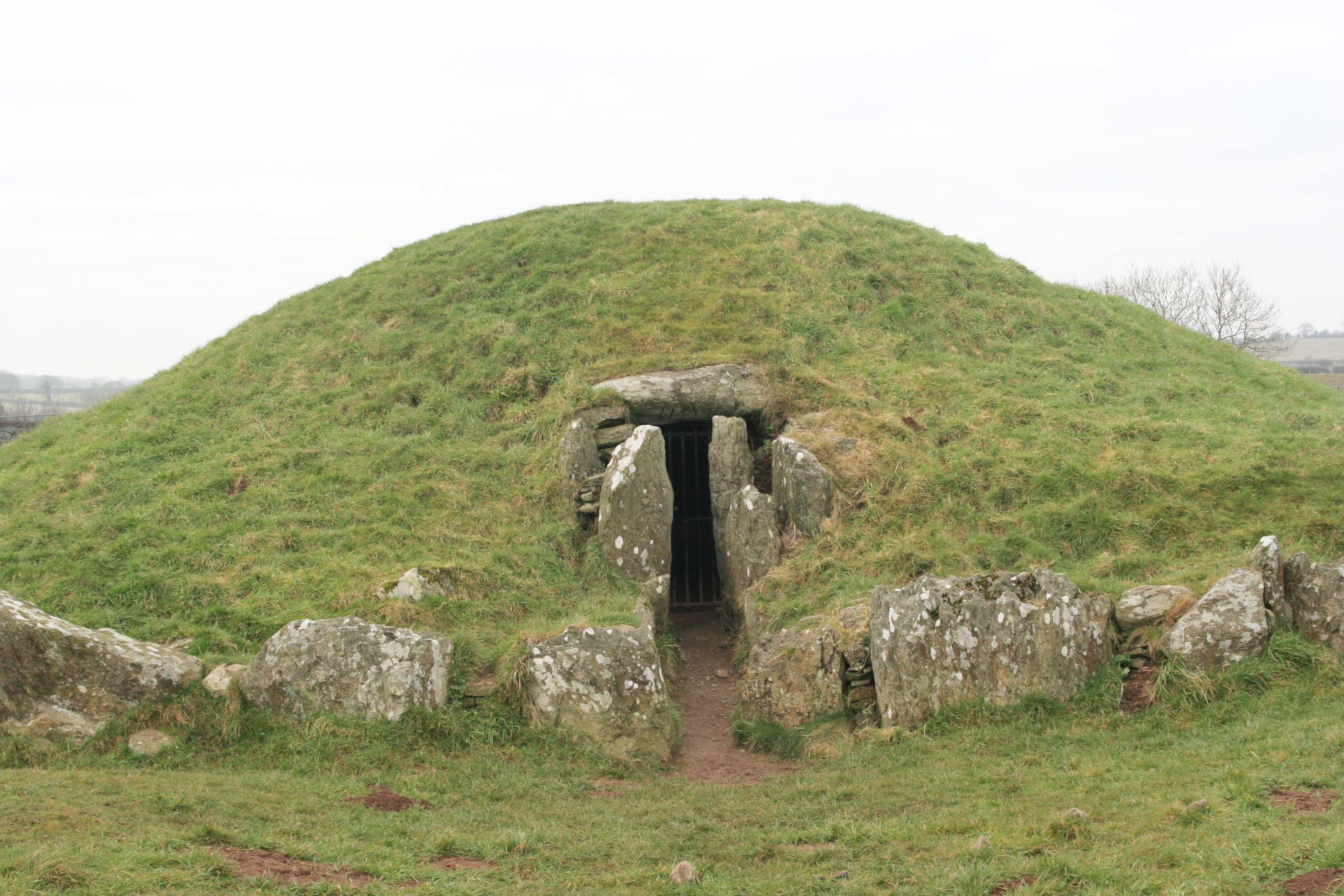
Брин-Келли-Ди, коридорная гробница позднего неолита в Англии

Примерно к 8000 до н. э. Уэльс приобрёл практически современные очертания и был заселён охотниками-собирателями периода мезолита. Наиболее ранние земледельческие общины датируются 4000 до н. э. и отмечают начало неолита. В этот период сооружалось множество могил, в особенности дольмены или кромлехи. Особенно примечательные примеры мегалитических могил включают Брин-Келли-Ди и Барклодиад-и-Гаурес на Англси, Пентре-Ифан в Пембрукшире и Тинкинсвуд в Вейл-оф-Гламорган.
Металлические инструменты впервые появились в Уэльсе примерно в 2500 году до н. э., первоначально это были изделия из меди, за которыми последовали бронзовые инструменты. Климат в течение раннего бронзового века (ок. 2500—1400 до н. э.) считается теплее, чем в настоящее время, так как существует много останков этого периода там, где сейчас холодное нагорье. Поздний Бронзовый век (ок. 1400—750 до н. э.) ознаменовался развитием более продвинутых бронзовых орудий. Большая часть меди для изготовления бронзы скорее всего поставлялась из медной шахты в Грэйт Орм, где доисторическое горное дело датируется в основном средним Бронзовым веком. Радиоуглеродный анализ показал, что самое раннее городище в местах, которые позднее станут Уэльсом, относится именно к этому периоду. Историк Джон Дэйвис предположил, что ухудшение климата после примерно 1250 до н. э. — понижение температуры и более сильные дожди — требовали защищённой земли.
Самым ранним железным орудием труда, найденным в Уэльсе, является меч из Ллин-Ваур, который датируется примерно 600 годом до н. э. Городища продолжали строиться в течение железного века Британии. Почти 600 поселений находятся в Уэльсе — более 20 % тех, что были найдены в Британии; примером может служить Пен Динас возле Аберистуита. Особенно важная находка этого периода была сделана в 1943 году у Ллин-Керриг-Бах, когда землю подготавливали к строительству базы королевских военно-воздушных сил Великобритании. Тайник включал оружие, щиты, колесницы с их деталями и конским снаряжением, а также цепи рабов и инструменты. Многие были умышленно сломаны и вероятно были вотивными предметами.
До недавних пор доисторический период Уэльса изображался как серия следующих одна за другой миграций, но сейчас появилась тенденция подчёркивать постоянство населения. Считается, что основная часть коренного населения сформировалась примерно 4000 лет назад. Исследования генетической истории населения свидетельствуют о непрерывности генофонда в течение верхнего палеолита, мезолита и неолита. Считается, что бриттские языки, на которых говорили по всей Британии, сложились скорее из-за «кумулятивной кельтскости», а не благодаря миграциям.

## Римский период

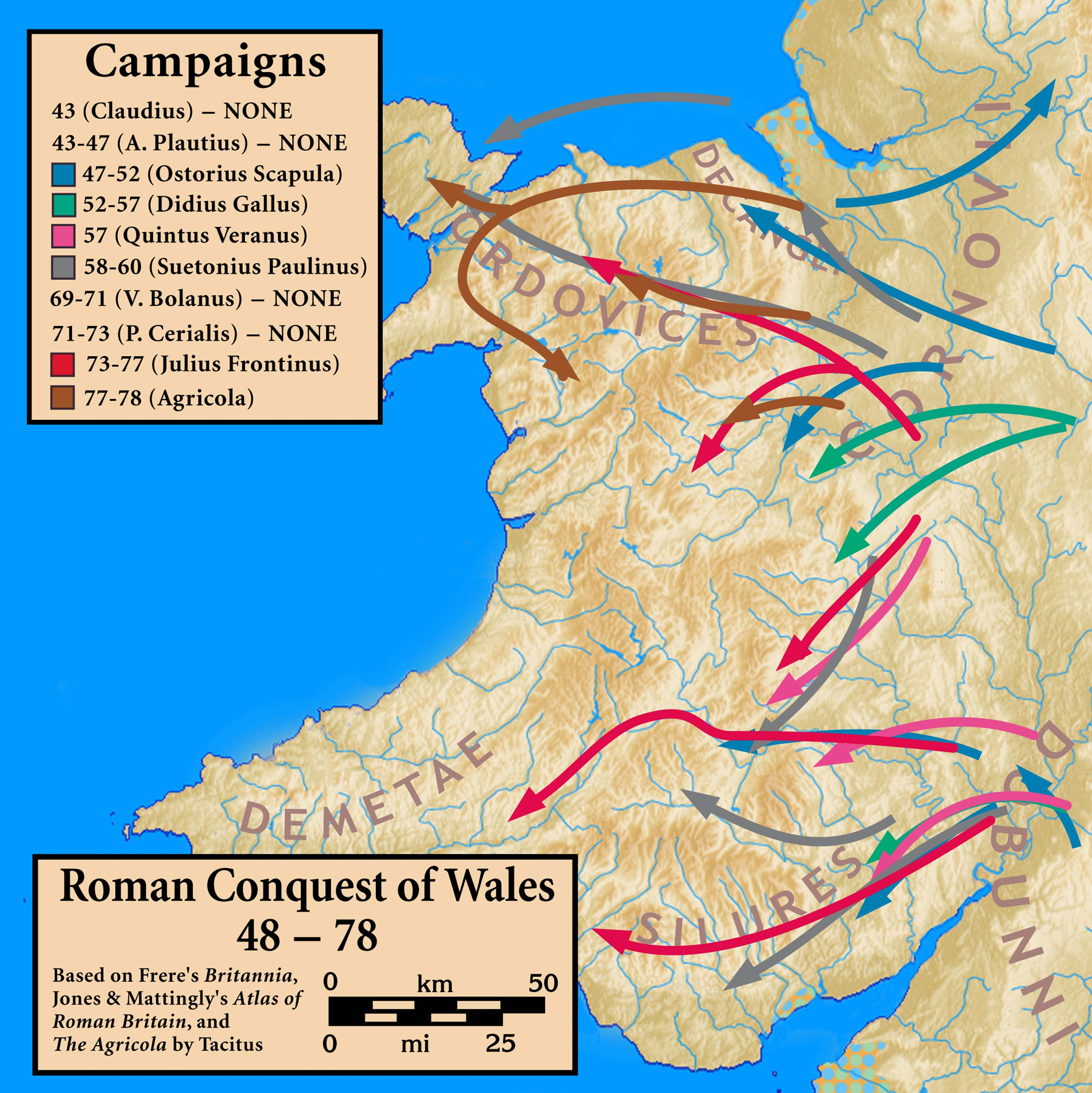
Римское завоевание Уэльса

В 48 году н. э. римская армия достигает границ современного Уэльса. В это время здесь проживают народы, говорившие в основном на бриттских языках, а также на некоторых кельтских, благодаря чему впоследствии образовался валлийский язык. В I веке пять племён составляли этническое разнообразие страны. Декеанглы жили на северо-востоке, ордовики на северо-западе, деметы на юго-западе, силуры на юго-востоке и корновы в центральной части. Римское завоевание Уэльса завершается в 78 году н. э. Римское правление в Уэльсе было военной оккупацией, кроме южных прибрежных регионов Южного Уэльса, что восточнее Гауэра. Единственный город в Уэльсе, основанный римлянами, Каеруэнт, расположен на юге Уэльса. Каеруэнт и Кармартен (что также находится на юге Уэльса) станут римскими civitates. В течение оккупации регион, который позже станет Уэльсом, и его народ по большей части были неизвестной частью Римской Британии.
К 47 году н. э. Рим вторгся и завоевал все самые южные и юго-западные регионы Британии под предводительством первого римского наместника этой провинции. В 48 году н. э. его преемником как часть римского завоевания Британии была организована серия походов с целью завоевать Уэльс. Время от времени эти компании возобновлялись последующими наместниками, пока завоевание не было завершено в 78 году. Именно эти походы являются наиболее широко известной чертой Уэльса в римский период благодаря решительной, но неудачной защите их родины двумя местными племенами силуров и ордовиков.
На юго-западе Уэльса деметы быстро установили с римлянами мир, так как свидетельств войны с Римом в этом регионе не обнаружено. Родина деметов не была сильно застроена фортами и покрыта дорогами. Деметы — единственное валлийское племя, вышедшее из-под римского правления, сохранив свою землю и племенное название.
Уэльс был богатым источником полезных ископаемых, и римляне использовали свою технику для добычи большого количества золота, меди, свинца, а также небольшого количества других металлов, таких как цинк и серебро. Когда шахты переставали быть практичными и выгодными, они забрасывались. Развитие римской экономики было сконцентрировано в юго-восточной Британии, тогда как в Уэльсе важных предприятий не было. По большей степени это было обусловлено обстоятельствами, так как Уэльс не обладал нужными материалами в необходимой комбинации, и лесистая, гористая сельская местность не подлежала индустриализации.
383 год обозначает важное событие в истории Уэльса, которое было упомянуто в литературе и рассматривается как момент основания нескольких средневековых королевских династий. В этом году римский генерал Магн Максим при поддержке римских войск провозгласил себя императором. Он переправился в Галлию, забрав с собой большую часть гарнизона Севера и Запада Британии, чтобы затем свергнуть и убить императора Грациана. При этом в Британии на важнейшие посты он назначил представителей бриттской знати, а его собственные дети получили во владение различные валлийские княжества: на северо-запад Уэльса был приглашён править Кунеда, юг подчинялся сыну Магна — Анун Диноду, а центральными и восточными областями Уэльса правил Вортигерн.

## Постримский Уэльс. Эпоха Святых: 411—700

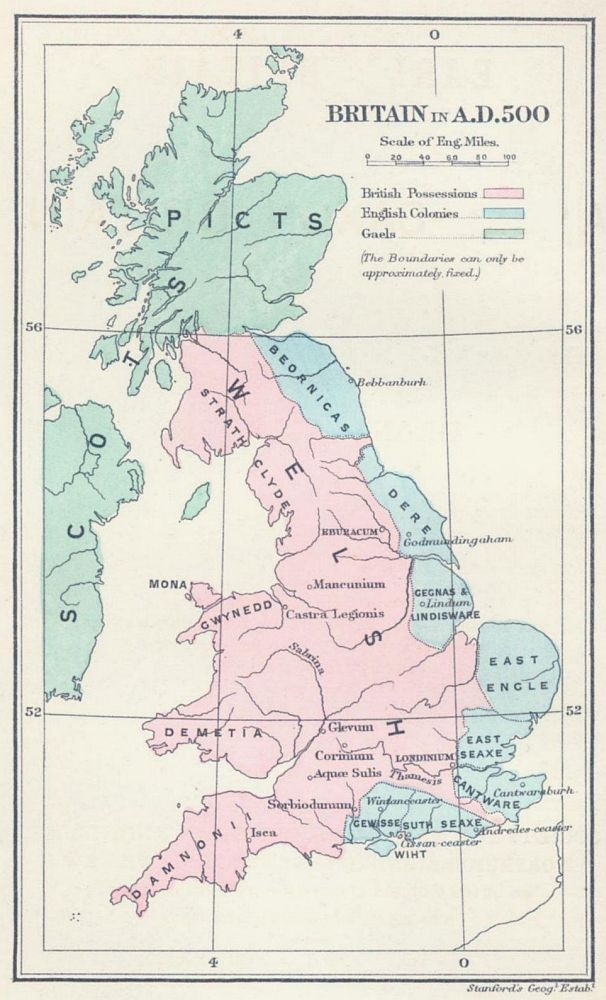
Земли валлийцев в 500 году н. э.

Когда в 410 году римский гарнизон был отозван из Британии, различные британские земли стали независимыми. Свидетельство продолжения римского влияния после отбытия римских легионов предоставляет камень с надписью из Гуинета, датируемый поздним V веком или серединой VI века. Надпись поминает некого Кантиорикса, который был гражданином Гуинета и кузеном Магла, магистрата. На юго-западе было немало переселенцев из Ирландии, о чём свидетельствуют многочисленные надписи огамическим письмом. В Эпоху Святых (примерно 500—700 гг.) Уэльс был обращён в христианство, были основаны монашеские поселения по всей стране такими религиозными лидерами как Святой Давид, Ильтуд и Тейло.

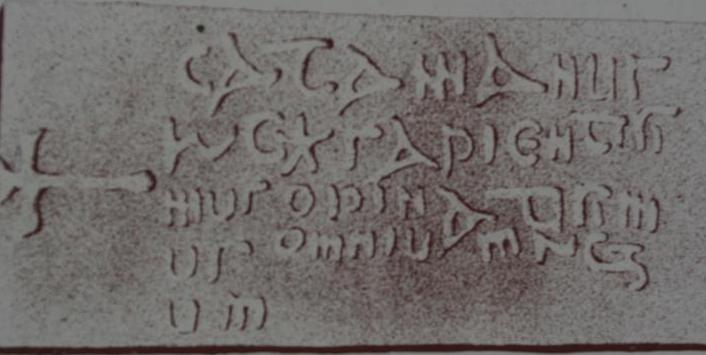
Надгробный камень короля Гвинеда, Кадвана ап Иаго

Одной из причин римского ухода было давление на военные ресурсы империи вторжением варварских племён с востока. Эти племена, включая англов и саксов, которые позднее стали англичанами, не имели возможности вторгнуться в Уэльс. Однако они постепенно завоевали восточную и южную Британию. В битве при Честере, в 613 году, силы Поуиса и других британских королевств были разбиты нортумбрийцами под предводительством Этельфрита, а король Поуиса, Селив ап Кинан, был убит. Считается, что именно после этой битвы прервались связи между Уэльсом и Древним Севером — королевствами, располагавшимися на территориях современных южной Шотландии и Северной Англии, где также говорили на бриттских языках. Начиная с VIII века Уэльс был самой большой бриттской областью в Британии. Двумя другими были Древний Север и Корнуолл.
Уэльс был поделён на несколько королевств, наибольшими из которых были Гвинед на северо-западе и Поуис на востоке. Наиболее могущественным Гвинед был в VI и VII веках, во время правления таких королей как Майлгун ап Кадваллон и Кадваллон ап Кадван, который смог в альянсе с Пендой повести своих воинов до самой Нортумбрии в 633 году, убить местного правителя Эдвина и контролировать эту территорию один год. Когда Кадваллон был убит в битве Освальдом Нортумбрийским, его преемник также объединился с Пендой против Нортумбрии, но после этого Гвинед, как и другие валлийские королевства, в основном был занят обороной от набирающей силу Мерсии.

## Уэльс в раннем Средневековье: 700—1066

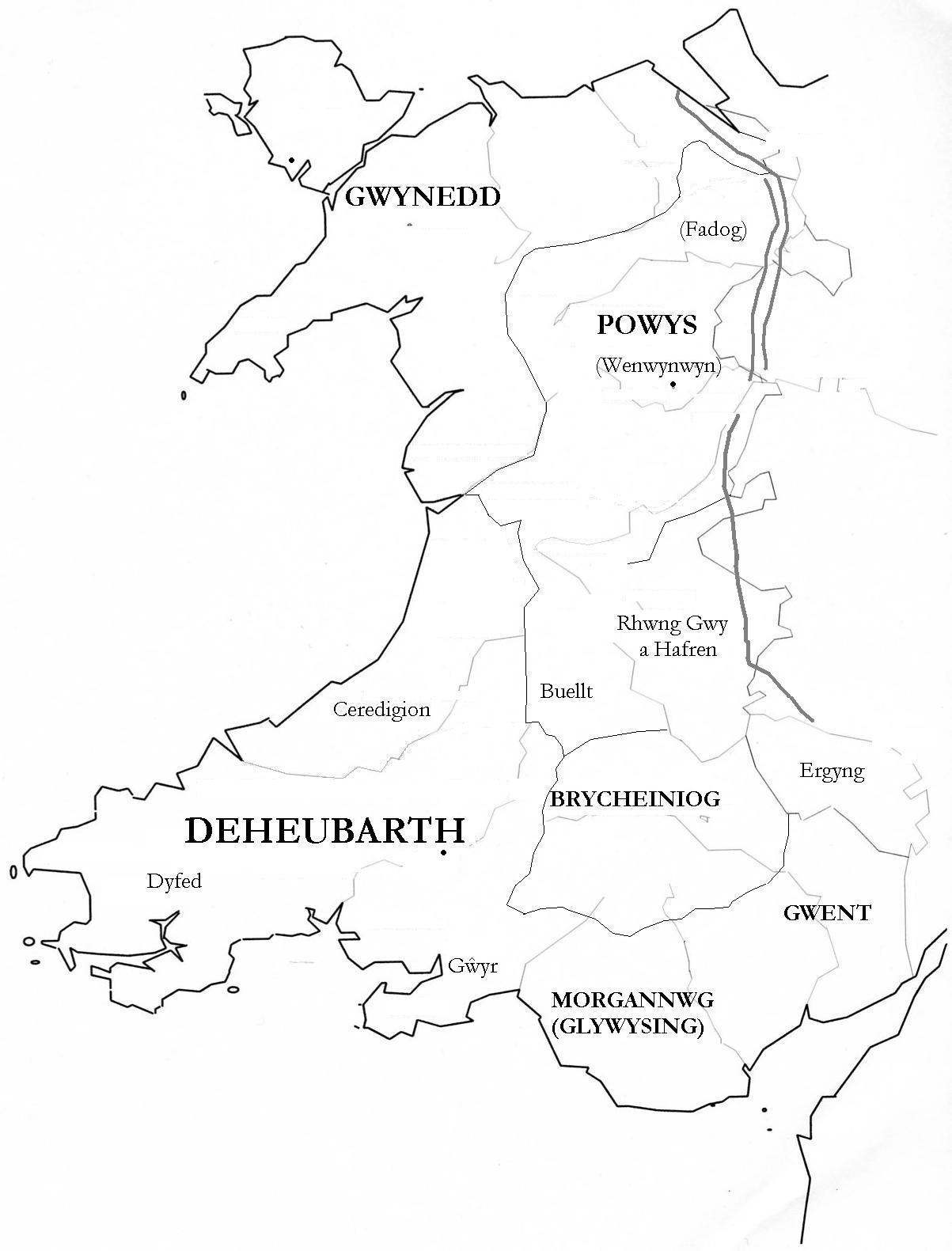
Средневековые королевства Уэльса, показанные в пределах современной страны.

Королевство Поуис, как самое восточное, испытало наибольшее давление со стороны Чешира, Шропшира и Херефордшира. Изначально оно занимало области, которые теперь принадлежат Англии, а его древнюю столицу, Пенгверн, различные источники идентифицируют как современный город Шрусбери или местность к северу от Басчерча. Постепенно Мерсия отвоевала эти области. Сооружение земляных валов, известных как Вал Оффы (в честь короля Мерсии VIII века, Оффы), скорее всего отмечало согласованную границу.
В этот период всей страной один человек правил редко. Этот факт часто поясняют системой наследования, которая бытовала в Уэльсе. Все сыновья, даже незаконнорождённые, получали равную часть имущества отца, что приводило к дроблению земель. Однако валлийские законы обязывали к такому делению страну в целом, и это не касалось королевств, в которых обычно король выбирал себе наследника, которым мог быть любой из сыновей. Часто разочарованные кандидаты готовились отстаивать свои интересы с оружием в руках.
Первым правителем значительной части Уэльса был Родри ап Мервин, первоначально король Гвинеда в IX веке, который затем распространил своё влияние на Поуис и Кередигион. После его смерти, королевство было разделено между его сыновьями. Внук Родри, Хивел ап Каделл, основал Дехейбарт, объединив небольшие королевства юго-запада, и расширив подконтрольные территории почти на весь Уэльс к 942 году н. э. Ему приписывают кодификацию валлийских законов, принятых на собрании в Уитленде. С тех пор валлийское право называют «законами Хивела». Хивел придерживался политики мира с англосаксами. После смерти Хивела в 949 году н. э., его сыновья смогли удержать под контролем Дехейбарт, но утратили Гвинед, в котором ко власти вернулась традиционная династия.
Между 950 и 1000 годами участились нападения викингов на Уэльс. «Хроника принцев» свидетельствует, что в 987 году Годфри Харальдсон захватил в Англси 2000 пленных, и королю Гвинеда, Маредиду ап Оуайну, пришлось выплатить значительную сумму денег, чтобы выкупить своих людей.
Грифид ап Лливелин смог объединить при своём правлении почти все валлийские королевства. Сначала он был королём Гвинеда, а к 1055 году он правил почти всем Уэльсом и аннексировал пограничные территории Англии. Однако в 1063 году он был побеждён Гарольдом II, после чего был убит своими же людьми. Его территории снова разделились на традиционные королевства.

## Уэльс и нормандцы: 1067—1283

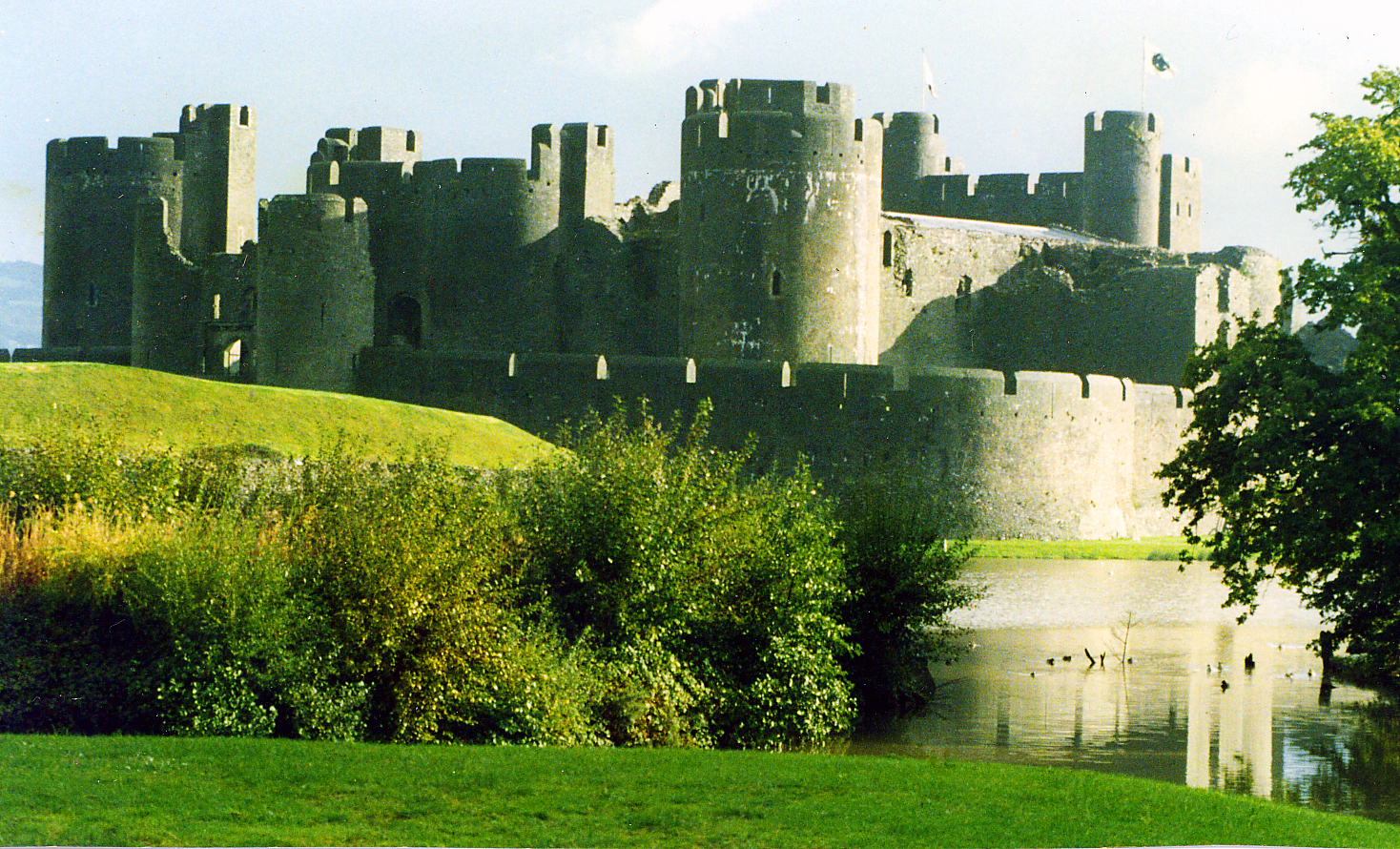
Замок Кайрфилли, сооружение которого между 1268 и 1271 годами Гилбертом де Клером стало причиной спора между Лливелином Последним и английской короной, что привело к войнам 1277 и 1282 годов и к потере независимости Уэльса.

Во времена нормандского завоевания Англии самым влиятельным правителем Уэльса был Бледин ап Кинвин, король Гвинеда и Поуиса. Сначала нормандцы захватили юг: в 1070 году Вильям Фиц-Осберн занял Гвент. К 1074 году войска графа Шрусбери разоряли Дехейбарт.
Убийство Бледина ап Кинвина в 1075 году привело к гражданской войне и дало нормандцам возможность захватить северные земли Уэльса. В 1081 году Грифид ап Кинан, который только отобрал трон Гвинеда у Трахайарна ап Карадога в битве при Минид-Карн, был приглашён на встречу с графами Честера и Шрусбери, где его взяли в плен. Таким образом, большая часть Гвинеда была захвачена нормандцами. На юге Вильгельм Завоеватель продвинулся до Диведа, строя замки и монетные дворы в Сент-Дейвидс и Кардиффе. Рис ап Теудур из Дехейбарта был убит в 1093 году в Брихейниоге, а его королевство захватили и разделили между собой нормандские лорды. Нормандское завоевание почти завершилось.
Однако в 1094 году началось всеобщее восстание валлийцев, и они постепенно вернули себе утраченные земли. Грифид ап Кинан смог в итоге построить сильное королевство Гвинед. Его сын, Оуайн Гвинед, в союзе с Грифидом ап Рисом из Дехейбарта в 1136 году разгромил нормандцев в битве при Криг-Мауре и аннексировал Кередигион. В следующем году от отца Оуайн унаследовал трон Гвинеда и правил до своей смерти в 1170 году. Он смог воспользоваться отсутствием единства Англии, где за трон шла борьба между Стефаном Блуаским и императрицей Матильдой, и расширить границы Гвинеда ещё дальше на восток.
В королевстве Поуис также был сильный правитель — Мадог ап Маредид, но когда после его смерти скончался его наследник — Лливелин ап Мадог, Поуис разделился на две части и больше никогда не объединялся. На юге Грифид ап Рис был убит в 1137 году, но четверо его сыновей, которые поочерёдно правили Дехейбартом, в конце концов смогли отвоевать у нормандцев большую часть королевства их деда. Самый младший из них, Рис ап Грифид, правил с 1155 по 1197 год. В 1171 году Рис встретился с Генрихом II, и они договорились, что Рис должен платить дань, но его право на завоёванные земли подтверждалось. При своём дворе в Кардигане Рис под Рождество 1176 года провёл фестиваль поэзии и песен, который считается первым документально засвидетельствованным Айстедводом. Смерть Оуайна Гвинеда привела к разделению королевства Гвинед между его сыновьями, при этом в течение некоторого времени Дехейбарт в момент правления Риса был самым могущественным валлийским королевством.

## Становление английской экспансии: 1283—1542
Эдуард I подавил небольшое восстание в Уэльсе в 1276—1277 годах, а на второе восстание (1282-83 годы) ответил полномасштабным завоеванием. Эдуард покорил Уэльс и поставил его под английское управление, построил множество замков и городов в сельской местности и заселил их англичанами.
Последний независимый правитель Уэльса Лливелин ап Грифид наслаждался благоприятным для него положением, установившимся после баронских войн. Благодаря договору в Монтгомери (1267 год) он официально завладел завоёванными им четырьмя кантревами восточного Гвинеда и его титул принца Уэльского был признан Генрихом III. Тем не менее, вооружённые конфликты не прекращались, в частности, с несколькими ущемлёнными лордами марки, такими как граф Глостер, Роджер Мортимер и Хэмфри де Богун, 3-й граф Херефорд. Ситуация ещё более обострилась после того как младший брат Лливелина, Давид и Грифид ап Гвенвинвин из Поуиса, после провалившейся попытки покушения на Лливелина перебежал к англичанам в 1274 году. Сославшись на продолжающиеся военные действия и на укрывательство английским королём его врагов, Лливелин отказался приносить вассальную присягу Эдуарду. Сам Эдуард воспринял как провокацию планируемый брак Лливелина и Элеоноры, дочери Симона де Монфора. В ноябре 1276 года была объявлена война. Действиями англичан руководили Мортимер, Эдмунд Ланкастер (брат Эдуарда) и Уильям де Бошан, граф Уорик. Соотечественники Лливелина оказали ему лишь слабую поддержку. В июле 1277 года Эдуард вторгся с силой, насчитывавшей 15500 человек, из которых 9 тысяч были валлийцами. В ходе кампании так и не произошло генерального сражения. Лливелин вскоре понял, что у него нет другого выбора кроме сдачи. Согласно договору в Аберконуи (ноябрь 1277 года) Лливелину остался только западный Гвинед, хотя ему было позволено сохранить титул принца Уэльского.
В 1282 году война разгорелась вновь. В ней участвовали не только валлийцы, противники короля Эдуарда получали широкую поддержку, подогреваемую попытками навязать английские законы жителям Уэльса. В отличие от предыдущей кампании, носящей скорее карательный характер, эта кампания стала для Эдуарда завоевательной. Война началась с восстания Давида, который был неудовлетворён вознаграждением, полученным от Эдуарда в 1277 году. Вскоре Лливелин и другие валлийские вожди присоединились к Давиду. Сначала успех в войне сопутствовал восставшим. В июне Глостер потерпел поражение в битве при Лландейло-Ваур. 6 ноября, в то время когда архиепископ Кентерберийский Джон Пэкхэм вёл мирные переговоры, Люк де Тани, командир Англси, решил предпринять внезапную атаку. Был построен понтонный мост, однако люди Тани вскоре после переправы попали в валлийскую засаду и понесли тяжкие потери в битве у Мойл-и-Дон. 11 декабря Лливелин был завлечён в ловушку и погиб в битве у моста Оревин, успехи валлийцев на этом закончились. Окончательное подчинение валлийцев произошло после захвата в плен Давида в июне 1283 года, он был переправлен в Шрусбери и казнён как изменник следующей осенью.

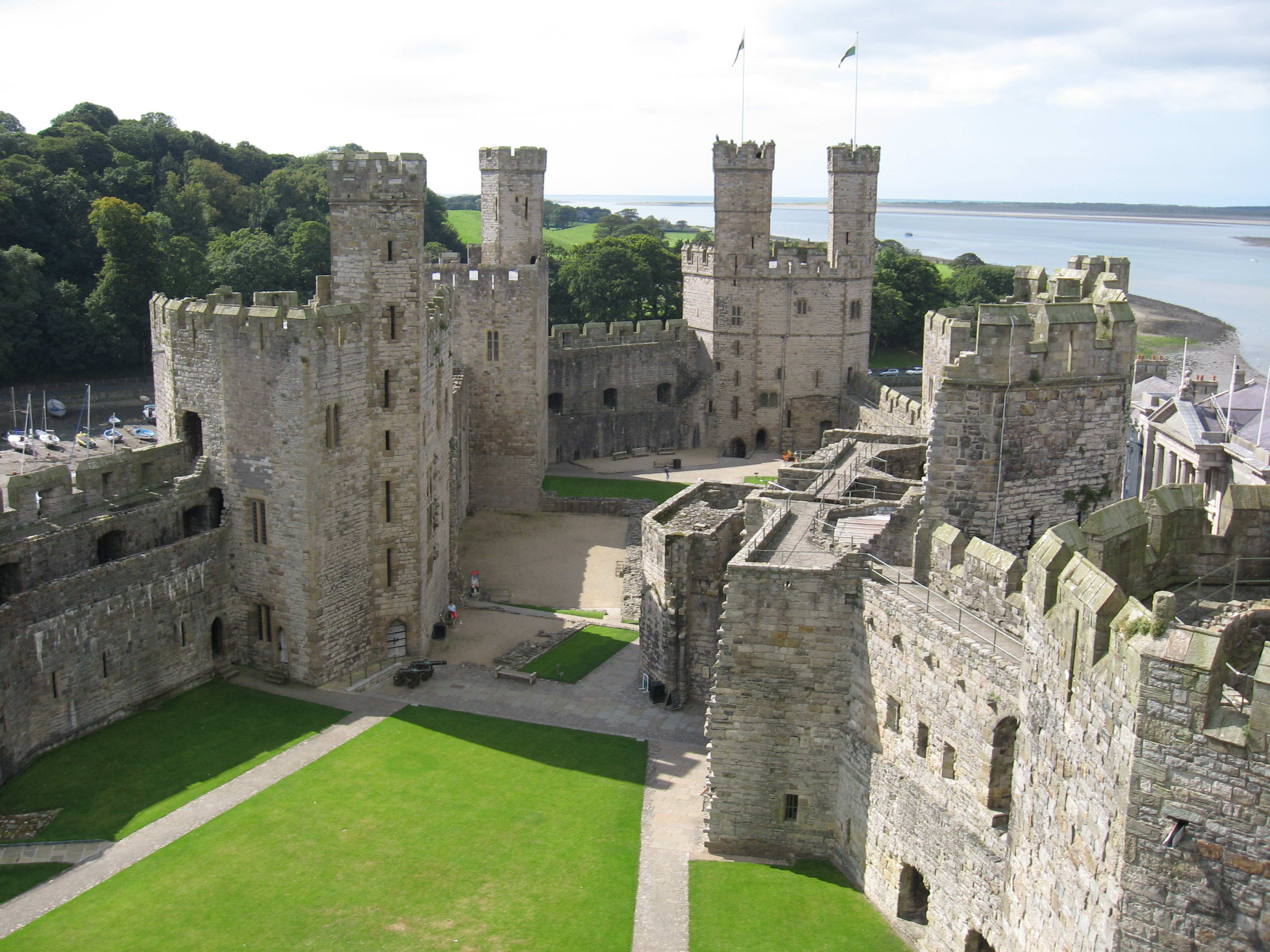
Замок Карнарвон, один из наиболее внушительных замков короля Эдуарда I в Уэльсе

Следующие восстания произошли в 1287—1288 годах и (более серьёзное) в 1294—1295 годах под руководством Мадога ап Лливелина, дальнего родственника Лливелина ап Грифида. Последнее восстание привлекло личное внимание Эдуарда, но в обоих случаях восстания были подавлены. Согласно статуту Рудлана (1284 год) владения Лливелина включалась в территорию Англии, Уэльс получал административную систему, подобную английской, порядок в округах поддерживался шерифами. Английский закон был введён в силу для уголовных дел, хотя валлийцам было позволено улаживать некоторые споры о собственности по своим собственным законам. В 1277 году Эдуард начал полномасштабную программу создания английских поселений в Уэльсе, после 1283 года заселение резко увеличилось. Были основаны новые города, такие как Флинт, Аберистуит и Ридлан. Также было положено начало масштабному строительству замков. Это задание было поручено мастеру Джеймсу из Сен-Джорджа, маститому архитектору, которого Эдуард повстречал в Савойе по возвращении из крестового похода. Среди главных построек были замки Бомарис, Карнарвон, Конуи и Харлех. Его программа строительства замков положила начало повсеместному использованию в Европе бойниц для лучников в стенах замков под влиянием восточного опыта, полученного в крестовых походах. В этой связи была введена в употребление идея концентрического замка: четыре замка из восьми, основанных Эдуардом в Уэльсе, были построены согласно этому дизайну. В 1284 в замке Карнарвон на свет появился сын Эдуарда (впоследствии король Эдуард II). В 1301 году он стал первым английским принцем, получившим титул принца Уэльского.
В 1400 году, при короле Генрихе IV, пользуясь тогдашними смутами в Англии, валлийцы снова восстали, под предводительством Оуайна Глиндура, происходившего от древнего княжеского рода. Многие годы он, в союзе с Францией, оставался правителем Уэльса, но умер побежденный и покинутый всеми. 
Наконец, при Генрихе VIII Уэльс вошел в судебно-правовую систему Англии по актам парламента Англии 1535 и 1542 годов, в связи с чем возникло понятие «Англия и Уэльс», английский язык стал в Уэльсе официальным.

### Комментарии
1. ↑  Область, известная также как Перведвлад («Центр страны»), находится в северо-восточном Уэльсе
2. ↑  Ланкастера в апреле сменил Пейна де Шаворта на его должности. Powicke, 1962, p. 409
3. ↑  Этот титул стал традиционным титулом для всех наследников английского престола. Принц Эдуард не был королевским наследником, но стал им после смерти в 1284 году своего старшего брата Альфонсо, графа Честера Prestwich, 1997, pp. 126–7